# What More Can I Give
"What More Can I Give" (também "Todo Para Ti" em espanhol) é uma canção escrita pelo cantor americano Michael Jackson e por um supergrupo de cantores após os ataques de 11 de setembro. A inspiração para a canção inicialmente tinha vindo Jackson após uma reunião com o Presidente da África do Sul Nelson Mandela na década de 1990. A música era para ser estreada em um concerto de Jackson, mas o cantor não conseguiu realizá-la. A canção também não conseguiu ganhar um lançamento oficial, apesar do cantor ter afirmado que ele seria emitido como um single de caridade para os refugiados da guerra do Kosovo, que terminou em 1999.
Na sequência dos ataques de 11 de setembro em 2001, Jackson reescreveu "What More Can I Give" por sugestão de Marc Schaffel. Schaffel, que produziu e se tornou o produtor executivo do projeto. Ele convenceu Jackson para fazer também uma versão em espanhol da canção também. Jackson e outros artistas gravaram a nova versão da música pouco depois; as outros artistas: Reba McEntire, Anastacia, Nick Carter, Jennifer Lopez, 3LW, Beyoncé, NSYNC, Celine Dion, Brian McKnight, Luther Vandross, Mariah Carey, Usher, entre outros. Além disso, uma versão em espanhol da canção foi gravada. Intitulado "Todo Para Ti", suas letras foram adaptadas para o espanhol pelo músico panamenho Rubén Blades. Schaffel trouxe três vezes vencedor do Grammy K. C. Porter para o projeto para dar um som diferente da gravação inglês-versão em espanhol.
"What More Can I Give" estava agendado para lançamento como um single na esperança de que seria levantado US $ 50 milhões entre downloads, patrocinadores e doações para ajudar os sobreviventes e as famílias das vítimas dos atentados terroristas de 11 de setembro de caridade. O plano, no entanto, nunca chegou a ser realizado e as razões por que têm variado entre fontes e as pessoas envolvidas. Um jornal afirmou que o lançamento da canção foi abandonado depois da parte de uma jogada de marketing pela Sony Music, depois Jackson começou uma campanha pública contra a Sony.
"What More Can I Give"  foi tocada no rádio pela primeira vez no final de 2002. A exibição de estreia foi feita sem permissão pela estação de rádio WKTU-FM, em Nova York. No ano seguinte, em 27 de outubro de 2003, "What More Can I Give"  foi disponibilizado ao público por meio de download digital, por vários dias. Jackson teve a canção derrubada na véspera do ataque em sua propriedade de Neverland Valley Ranch por xerifes de Santa Barbara. Receitas provenientes da venda de curto da canção foi para instituições de caridade infantil.
Schaffel chamou o amigo e famoso artista brasileiro Romero Britto para projetar, criar e pintar uma obra de arte para ser usado como capa para o single. Britto criou a peça "fita" em cores brilhantes, incluindo amarelo, azul e vermelho. Britto criou 250 desta peça como um especial de colecionador e ambos Britto e Michael Jackson assinaram e cada uma dessas peças numeradas.
Michael Jackson gravou a canção em inglês e espanhol e gravou o vídeo para Marc Schaffel. Mesmo depois de sua morte acredita-se ser a "última" real concluída música e vídeo que Michael Jackson tinha feito e aprovado para liberação. Foi também uma das poucas faixas alguns Michael Jackson já interpretada em espanhol e é considerado o último. Michael Jackson tinha dito muitas pessoas que ele sentiu que "What More Can I Give"  era um candidato definido para canção do ano para o inglês e o Grammy Latino e senti que seria tão bem sucedido como "We Are the World".

## Música

### História
Michael Jackson originalmente começou a escrever a canção, originalmente intitulada Heal L.A., com Brad Buxer após o veredicto de Rodney King em 1992. A canção foi trabalhada em durante o making of do álbum HIStory e sua subsequente world tour em 1996 e 1997. No final de 1997, quando iniciou-se o álbum Invincible, a canção foi colocada em espera mas sua conclusão sempre foi uma prioridade para Michael. Jackson estava inspirado para terminar "Heal L.A." depois de uma reunião com o ativista contra o apartheid e presidente da África do Sul Nelson Mandela em 1999. Michael declarou que durante uma conversa com o então Presidente, o conceito de dar (give) foi discutida pelo par. O cantor revelou que foi durante essa interação que as palavras What More Can I Give (O que mais posso eu dar) veio à sua mente e ele começou a escrever. Com a primeira versão da canção concluída Jackson destinou-se a estreia-la em seus shows de MJ & Friends, realizados em Munique na Alemanha e na capital sul-coreana Seul em junho de 1999. Em última análise, Jackson não executou a canção nos concertos e essa permaneceu inédita até 2001.
Abaixo segue a lista de alguns artistas envolvidos no projeto. A lista inclui em qual versão os artistas participaram.

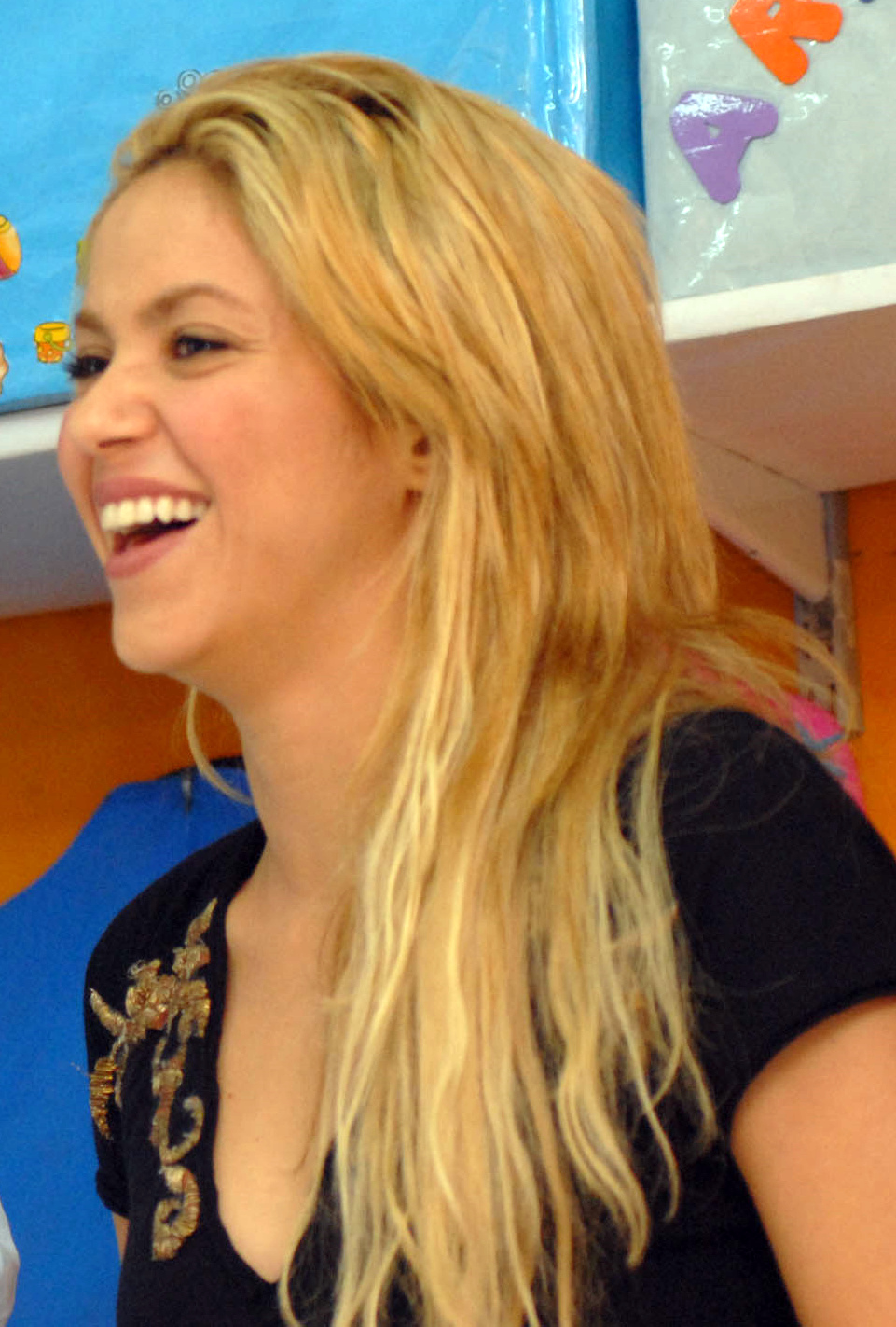
Shakira

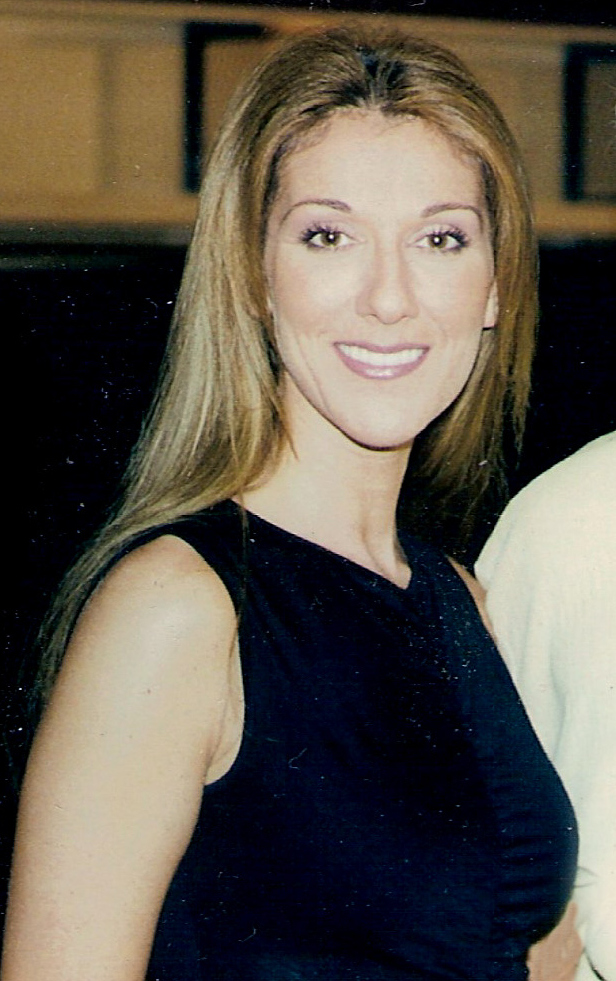
Celine Dion

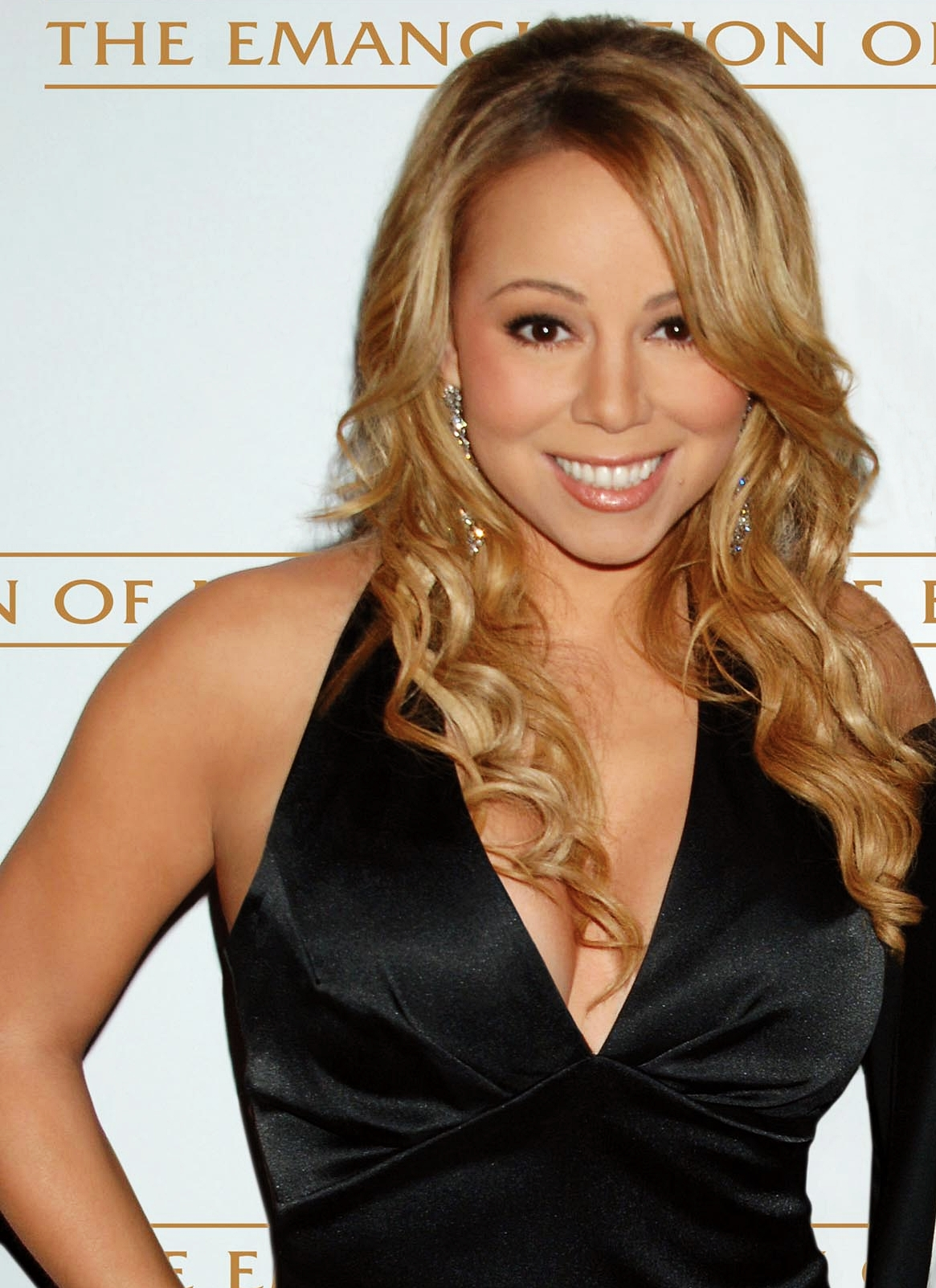
Mariah Carey

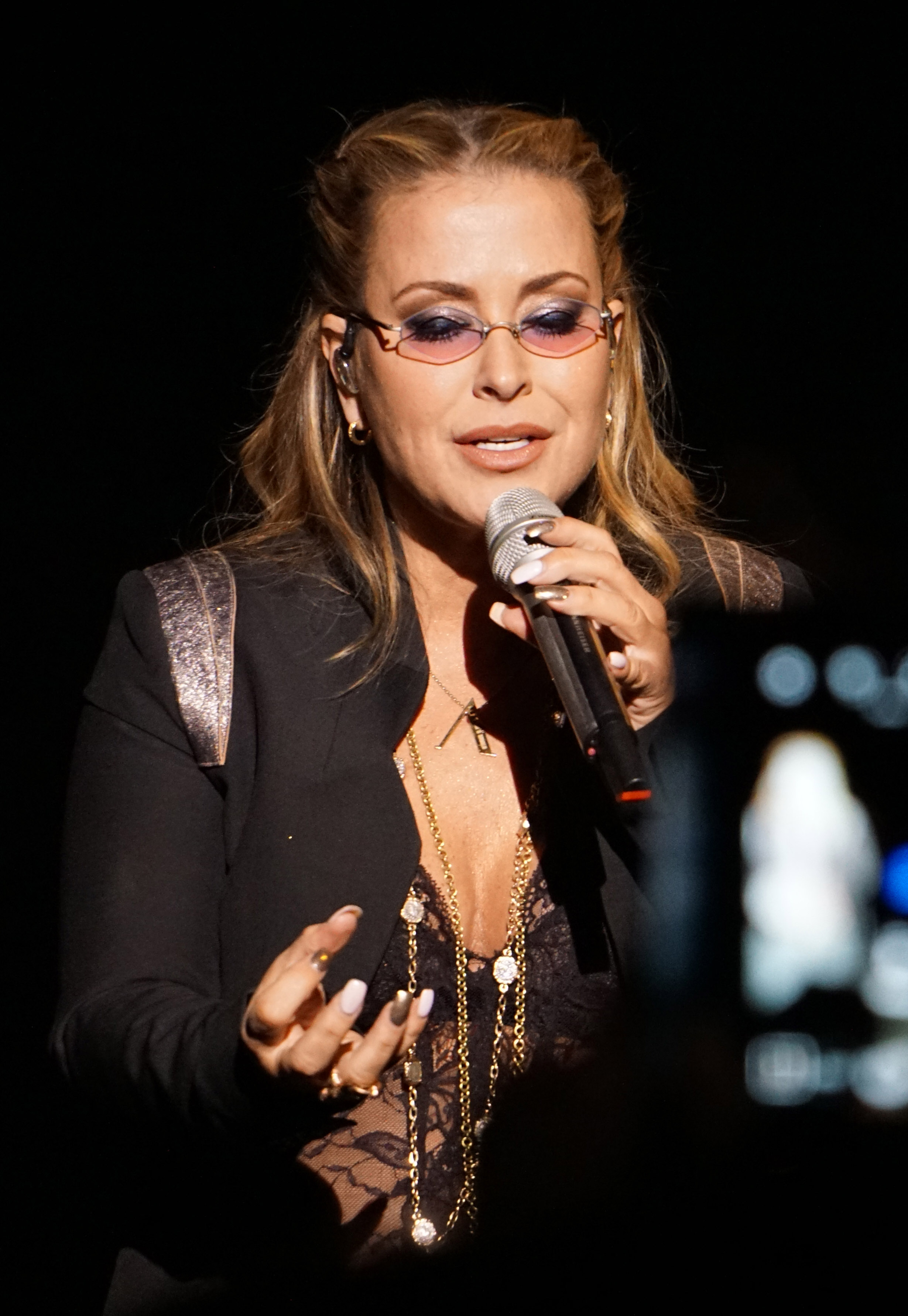
Anastacia

| Artista                             | Participaram na versão em Inglês | Participaram na versão em Espanhol |
| ----------------------------------- | -------------------------------- | ---------------------------------- |
| 3LW                                 | Sim                              | Não                                |
| Aaron Carter                        | Sim                              | Não                                |
| Alejandro Sanz                      | Não                              | Sim                                |
| Anastacia                           | Sim                              | Sim                                |
| Beyoncé Knowles                     | Sim                              | Não                                |
| Billy Gilman                        | Sim                              | Não                                |
| Brian McKnight                      | Sim                              | Sim                                |
| Bryton                              | Sim                              | Não                                |
| Carlos Santana                      | Sim                              | Sim                                |
| Celine Dion                         | Sim                              | Sim                                |
| Cristian Castro                     | Não                              | Sim                                |
| Gloria Estefan                      | Sim                              | Sim                                |
| Hanson                              | Sim                              | Não                                |
| Jon Secada                          | Sim                              | Sim                                |
| Joy Enriquez                        | Não                              | Sim                                |
| Douglas                             | Não                              | Sim                                |
| Julio Iglesias                      | Não                              | Sim                                |
| Laura Pausini                       | Não                              | Sim                                |
| Luis Miguel                         | Não                              | Sim                                |
| Luther Vandross                     | Sim                              | Sim                                |
| Mariah Carey                        | Sim                              | Sim                                |
| Michael McCary do Grupo Boyz II Men | Sim                              | Não                                |
| Michael Jackson                     | Sim                              | Sim                                |
| Mýa                                 | Sim                              | Sim                                |
| *NSYNC                              | Sim                              | Sim                                |
| Nick Carter                         | Sim                              | Não                                |
| Olga Tañón                          | Não                              | Sim                                |
| Reba McEntire                       | Sim                              | Não                                |
| Ricky Martin                        | Sim                              | Sim                                |
| Rubén Blades                        | Não                              | Sim                                |
| Shakira                             | Sim                              | Sim                                |
| Shawn Stockman do Grupo Boyz II Men | Sim                              | Não                                |
| Thalía                              | Sim                              | Sim                                |
| Usher                               | Sim                              | Não                                |
| Tom Petty                           | Sim                              | Não                                |
| Ziggy Marley                        | Sim                              | Não                                |